# 瓦曼查爾帕山
14°36′26″S 72°36′39″W / 14.60722°S 72.61083°W
瓦曼查爾帕山（Waman Ch'arpa），是秘魯的山峰，位於該國南部阿普里馬克大區，由安塔班巴省的奧羅佩薩區負責管轄，屬於萬索山脈的一部分，海拔高度5,000米。